# Agastya hyblaeoides
Agastya hyblaeoides är en fjärilsart som beskrevs av Moore 1881. Agastya hyblaeoides ingår i släktet Agastya och familjen Crambidae. Inga underarter finns listade i Catalogue of Life.